# Estación Pollolín Cipolletti
Pollolín Cipolletti es una estación de ferrocarril de cargas del Ramal Ferroviario Cipolletti - Barda del Medio ubicada en el Departamento General Roca, Provincia de Río Negro, Argentina.

## Servicios
Pertenece al Ferrocarril General Roca en el ramal ferroviario Cipolletti  -Barda del Medio.
Por sus vías corren trenes de carga, a cargo de la empresa Ferrosur Roca.

## Ubicación
Se accede desde la Calle San Luis, misma calle que te guía a la Estación Ferri